# Коча трева
Коча трева или наричана още котешка трева, бабица, мачо биле или Непета (лат. Nepeta cataria) представлява вид тревисто растение – билка, което принадлежи към семейство Устноцветни (Lamiaceae, Labiatae), род Nepeta. Видът е местен за Южна и Източна Европа, Близкия изток, Централна Азия и части от Китай. Той е широко натурализиран в Северна Европа, Нова Зеландия и Северна Америка.
Билката достига на височина от 40 до 100 см, с целогодишен корен. Стъблото е с възходящ или полегат растеж, четириръбесто и разклонено. Многогодишното растение се отглежда предимно заради своя аромат.Цветът на тази билка може да бъде син, лилав, бял, понякога жълт
Популярното наименование „котешка трева“ произхожда от силното привличане, което около две трети от котките имат към растението. В допълнение билката се използва като съставка в някои билкови чайове.